# فرودگاه منطقه‌ای باسلتون
فرودگاه منطقه‌ای باسلتون (به انگلیسی: Busselton Regional Airport) یک فرودگاه همگانی با کد یاتا BQB است که یک باند فرود آسفالت دارد و طول باند آن ۱۸۰۰ متر است. این فرودگاه در کشور استرالیا قرار دارد و در ارتفاع ۱۷ متری از سطح دریا واقع شده‌است.